# Nannoprionus
Nannoprionus is een kevergeslacht uit de familie van de boktorren (Cerambycidae). De wetenschappelijke naam van het geslacht werd voor het eerst geldig gepubliceerd in 1907 door Aurivillius.

## Soorten
Nannoprionus is monotypisch en omvat slechts de volgende soort:
- Nannoprionus insignis Aurivillius, 1907